# Мон-Тандр
Мон-Тандр (фр. Mont Tendre) — горная вершина в Швейцарии.
Высота над уровнем моря — 1679 м. Является высшей точкой Швейцарской Юры. Гора расположена на территории коммуны Монрише, относящейся к кантону Во, недалеко от границы с Францией.
Геологически гора сложена из юрских известняков, развит карст. Склоны горы выше 1300 м покрыты лугами и елово-пихтовым лесом, ниже 1300 м встречается бук. С вершины при ясной погоде видны озёра Леман и Жу.
Подъём трудностей не представляет и гора является популярным туристическим объектом. На высоте 1615 м расположена шале для посещающих вершину Мон-Тандра.

## Галерея

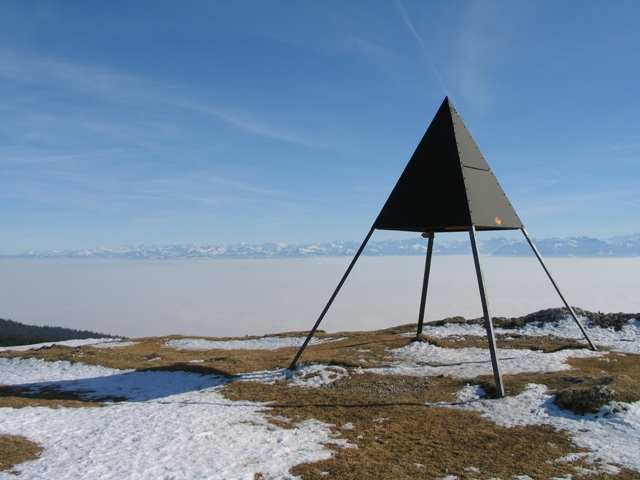
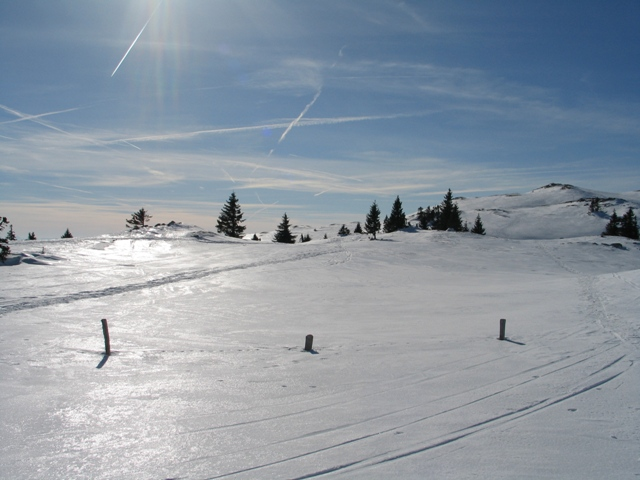
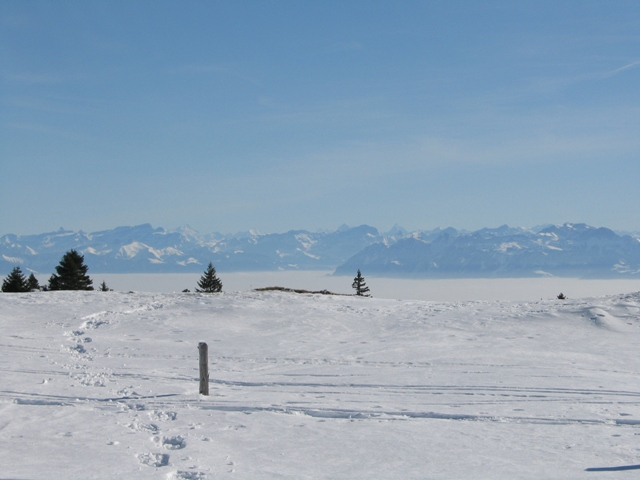
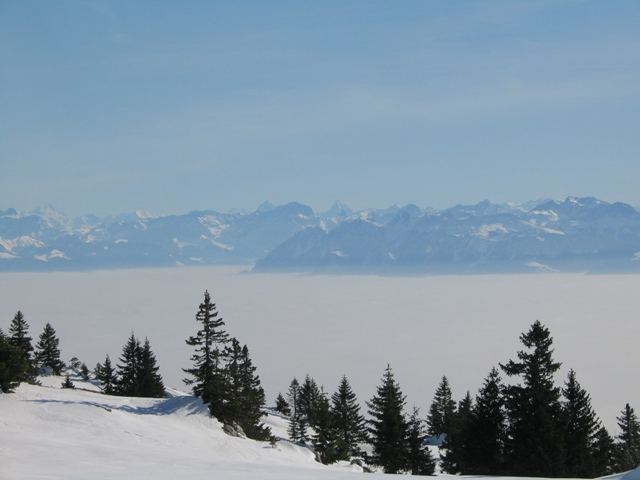